# Jack McCall

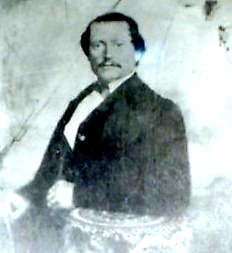
Jack McCall

Jack McCall (Jefferson County, ca. 1850 – Yankton, 1 maart 1877), bijgenaamd Crooked Nose Jack, was een persoon die in (de verhalen over) het Wilde Westen bekendheid verwierf doordat hij op 2 augustus 1876 in het Black Hills-goudzoekerskamp Deadwood (South Dakota) Wild Bill Hickok vermoordde.

## Biografie

### Leven voor de moord
Over het leven van Jack McCall is niet veel bekend. Hij werd omstreeks 1850 geboren in de staat Kentucky en groeide op met drie zussen. Na zijn jeugd trok hij naar het westen om op Amerikaanse bizons te gaan jagen. In 1876 woonde hij onder de naam Bill Sutherland in het kamp Deadwood, dat even daarvoor was ontstaan dankzij de goudkoorts.

### De moord op Wild Bill Hickok
Op 2 augustus 1876 vermoordde Jack McCall in de Nuttal & Mann's Wild Bill Hickok door hem in de rug te schieten met een .45-kaliber revolver. Ondertussen riep hij "Take that!" Hickok was op dat moment bezig met poker. Normaliter zat hij tijdens pokerwedstrijden in een hoek voor het geval hij in zijn rug geschoten zou worden, maar op die dag zat hij met zijn rug naar de deur. Hickok had eerder die dag McCall geld aangeboden om eten te kopen, omdat McCall de dag ervoor zijn geld met poker had verloren. De moord was waarschijnlijk een dronken reactie op dit aanbod, hoewel McCall een andere uitleg gaf: Wild Bill Hickok zou McCalls broer in Abilene hebben vermoord. Na zijn latere executie bleek dat McCall nooit een broer heeft gehad.
Een inderhaast uit mijnwerkers en zakenlieden samengestelde 'rechtbank' kwam binnen twee uur tot het oordeel dat McCall onschuldig was. De Black Hills Pioneer schreef daarop, refererend aan de wetteloosheid van het Wilde Westen: "Zouden we ooit de pech hebben om iemand te vermoorden (...) dan zouden we gewoonweg vragen of het proces in een kamp in de Black Hills kan plaatsvinden."

### Ontsnapping en herberechting
McCall vluchtte na zijn vrijspraak naar Wyoming en schepte daar op over hoe hij Wild Bill Hickok in een eerlijk gevecht vermoordde. De autoriteiten in Wyoming weigerden echter het vonnis uit Deadwood te erkennen, omdat zij meenden dat Deadwood in indianengebied lag. Daarop werd in Yankton een nieuw proces gehouden, waarna hij ter dood werd veroordeeld. Op 1 maart 1877 werd hij opgehangen. Hij was daarmee de eerste persoon die door Amerikanen in het Dakota-territorium werd geëxecuteerd.

## Jack McCall in fictie
Jack McCall komt voor in boeken en films over het Wilde Westen, in het bijzonder over Deadwood. In de televisieserie Deadwood, gebaseerd op het Deadwood van de jaren 1870, wordt McCalls rol gespeeld door Garret Dillahunt.